# Vladimir Margaryan
Vladimir Margaryan, en arménien : Վլադիմիր Մարգարյան, né le 8 mars 1991 à Erevan, est un boxeur arménien qui combat en poids welters. 

## Carrière
Plusieurs fois champion d'Arménie de boxe amateur, il s'est qualifié pour les jeux olympiques d'été de 2016 lors du tournoi de Samsun en Turquie.
Lors de ces jeux, il remporte son premier combat face au fidjien Winston Hill mais perd au second tour contre le cubain Roniel Iglesias, champion olympique des super-légers à Londres quatre ans plus tôt,.